# Epictia alfredschmidti
Espèce
Statut de conservation UICN

 DD  : Données insuffisantes
Synonymes
- Leptotyphlops alfredschmidti 
Lehr, Wallach, Köhler & Aguilar, 2002

Epictia alfredschmidti est une espèce de serpents de la famille des Leptotyphlopidae.

## Répartition
Cette espèce est endémique de la province de Huarmey dans la région d'Ancash au Pérou.

## Étymologie
Cette espèce est nommée en l'honneur d'Alfred Schmidt.

## Publication originale
- Lehr, Wallach, Köhler & Aguilar, 2002 : New species of tricolor Leptotyphlops (Reptilia: Squamata: Leptotyphlopidae) from Central Peru. Copeia, vol. 2002, n. 1, p. 131-136.